# BMW F44
BMW F44 (eller BMW 2 serie Gran Coupé) är en personbil som den tyska biltillverkaren BMW presenterade i oktober 2019.
F44-modellen delar den framhjulsdrivna UKL2-plattformen med 1-serien och 2 serie Active Tourer.

## Motor
| Modell | Årsmodell | Motor                    | Cylindervolym | Effekt | Bränslesystem            |
| ------ | --------- | ------------------------ | ------------- | ------ | ------------------------ |
| 216d   | 2021-     | B37: 3-cyl radmotor DOHC | 1496 cm³      | 116 hk | Common rail turbodiesel  |
| 218d   | 2021-     | B47: 4-cyl radmotor DOHC | 1995 cm³      | 150 hk | Common rail turbodiesel  |
| 220d   | 2020-     | B47: 4-cyl radmotor DOHC | 1995 cm³      | 190 hk | Common rail turbodiesel  |
| 218i   | 2020-     | B38: 3-cyl radmotor DOHC | 1499 cm³      | 136 hk | Direktinsprutning, turbo |
| 220i   | 2021-     | B48: 4-cyl radmotor DOHC | 1998 cm³      | 178 hk | Direktinsprutning, turbo |
| M235i  | 2020-     | B48: 4-cyl radmotor DOHC | 1998 cm³      | 306 hk | Direktinsprutning, turbo |